# Stelios Andreou
Stelios Andreou (griechisch Στέλιος Ανδρέου; * 24. Juli 2002 in Nikosia) ist ein zyprischer Fußballspieler. Er steht ab der Saison 2021/22 bei Sporting Charleroi unter Vertrag und ist zyprischer Nationalspieler.

## Karriere

### Verein
Andreou begann seine Karriere bei Olympiakos Nikosia, wo er bis 2020 in der Jugend und der U21 spielte. In der Saison 2019/20 stand er bereits des Öfteren im Spieltagskader der Profimannschaft aus der First Division. Am 23. August 2020 (1. Spieltag) debütierte er in der höchsten Liga gegen AEL Limassol über die vollen 90 Minuten. Bei einem 3:2-Sieg über den Aufsteiger Karmiotissa FC schoss er sein erstes Tor. In der gesamten Spielzeit 2020/21 lief er 34 Mal für die Hauptstädter auf. Außerdem erreichte er mit seinem Verein das Finale des zyprischen Pokals, verlor dort jedoch mit Olympiakos in der Verlängerung gegen Anorthosis Famagusta.
Nach nur einer Profisaison in Zypern wechselte er für 200 Tausend Euro in die Division 1A zu Sporting Charleroi. Sein Vereinsdebüt gab er am ersten Spieltag der Saison 2021/22, als er bei einem 3:0-Sieg gegen den KV Ostende in der Startformation stand. Am 12. März 2022 (31. Spieltag) schoss er gegen die KV Mechelen sein erstes Tor für Charleroi, als sein Team 2:2 spielte. Insgesamt spielte er in 27 von 40 möglichen Ligaspielen sowie in einem Pokalspiel für Charleroi und traf dieses eine Mal.
Anfang August 2022 wurde sein Vertrag bis Sommer 2026 verlängert. In der Saison 2022/23 bestritt er 23 von 34 möglichen Ligaspielen und ein Pokalspiel für Charleroi. In der nächsten Saison waren es 33 von 36 möglichen Ligaspielen, in denen er ein Tor schoss, sowie zwei Pokalspielen. Hinzu kamen zwei Spiele in der U 23-Mannschaft, die in der 1. Division Amateure spielt.
In der Saison 2024/25 kam er zu 38 Einsätze in 41 möglichen Ligaspielen, in denen er ein Tor schoss, sowie in einem Pokalspiel.

### Nationalmannschaft
Zu Beginn seiner Nationalmannschaftslaufbahn lief Andreou im Jahr 2018 viermal für die U17-Nationalmannschaft Zyperns auf. Zwischen September 2019 und Februar 2020 kam er sechsmal für die U19-Junioren seines Heimatlandes zum Einsatz. Ende 2020 spielte er zweimal in der Qualifikation zur U21-Europameisterschaft 2021 für die zyprische U21-Nationalmannschaft.
Am 27. März 2021 debütierte er für die A-Nationalmannschaft, als er in einem WM-Qualifikationsspiel gegen Kroatien in der 82. Minute für Konstantinos Laifis eingewechselt wurde.

## Erfolge
Olympiakos Nikosia
- Zyprischer Vize-Pokalsieger: 2021